# اسامه الحمدان
اسامه الحمدان (انگلیسی: Osama Al-Hamdan؛ زادهٔ ۱ نوامبر ۱۹۸۸) یک ورزشکار اهل عربستان سعودی است.
از باشگاه‌هایی که در آن بازی کرده‌است می‌توان به باشگاه فوتبال الوطنی عربستان سعودی اشاره کرد.